# Małynka
Małynka (białorus. Малынка) – wieś w Polsce położona w województwie podlaskim, w powiecie białostockim, w gminie Zabłudów. Nieopodal wsi przepływa rzeka o tej samej nazwie (prawy dopływ rzeki Narew).
W latach 1975–1998 miejscowość administracyjnie należała do województwa białostockiego.
W Małynce istniał zespół dworsko-ogrodowy z murowanym pałacem.
Według Powszechnego Spisu Ludności z 1921 roku wieś Małynkę zamieszkiwało 30 osób, wszyscy zadeklarowali wówczas wyznanie prawosławne. Jednocześnie 25 mieszkańców podało polską przynależność narodową, a pozostałych 5 białoruską. 
Prawosławni mieszkańcy Małynki przynależą do parafii pw. Przemienienia Pańskiego w niedalekich Topolanach.

## Galeria

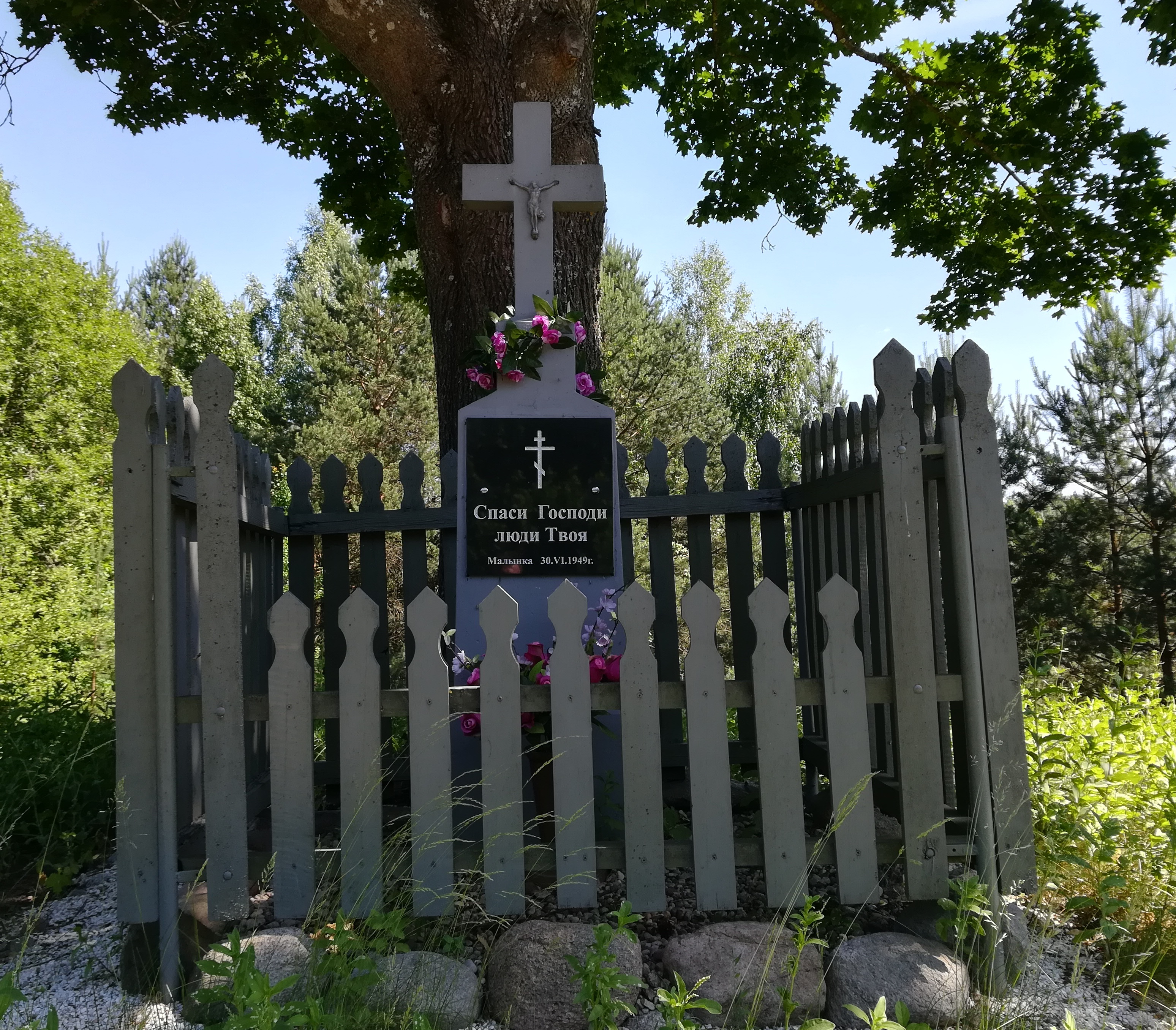
Prawosławny krzyż wotywny
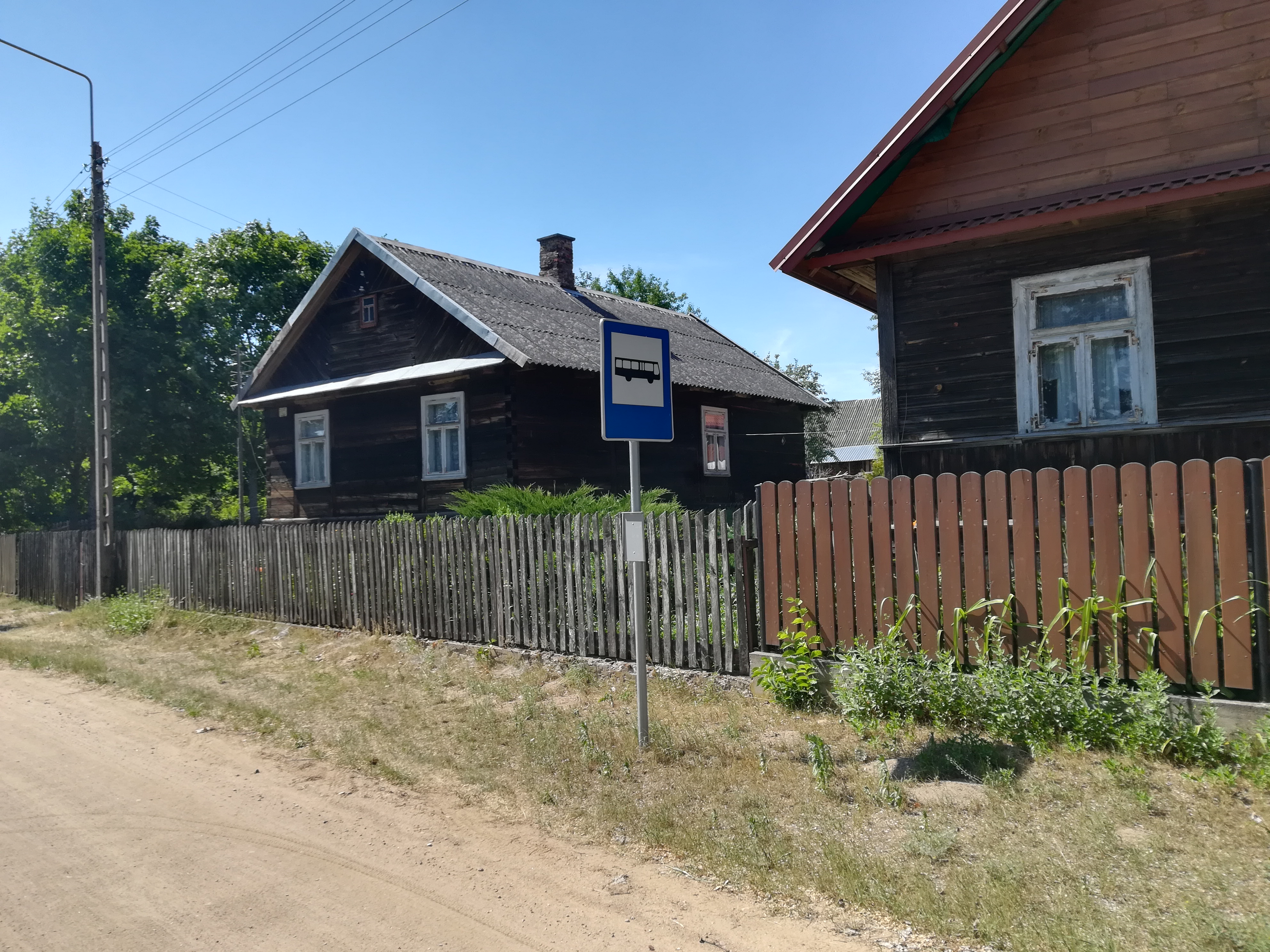
Przystanek PKS w Małynce
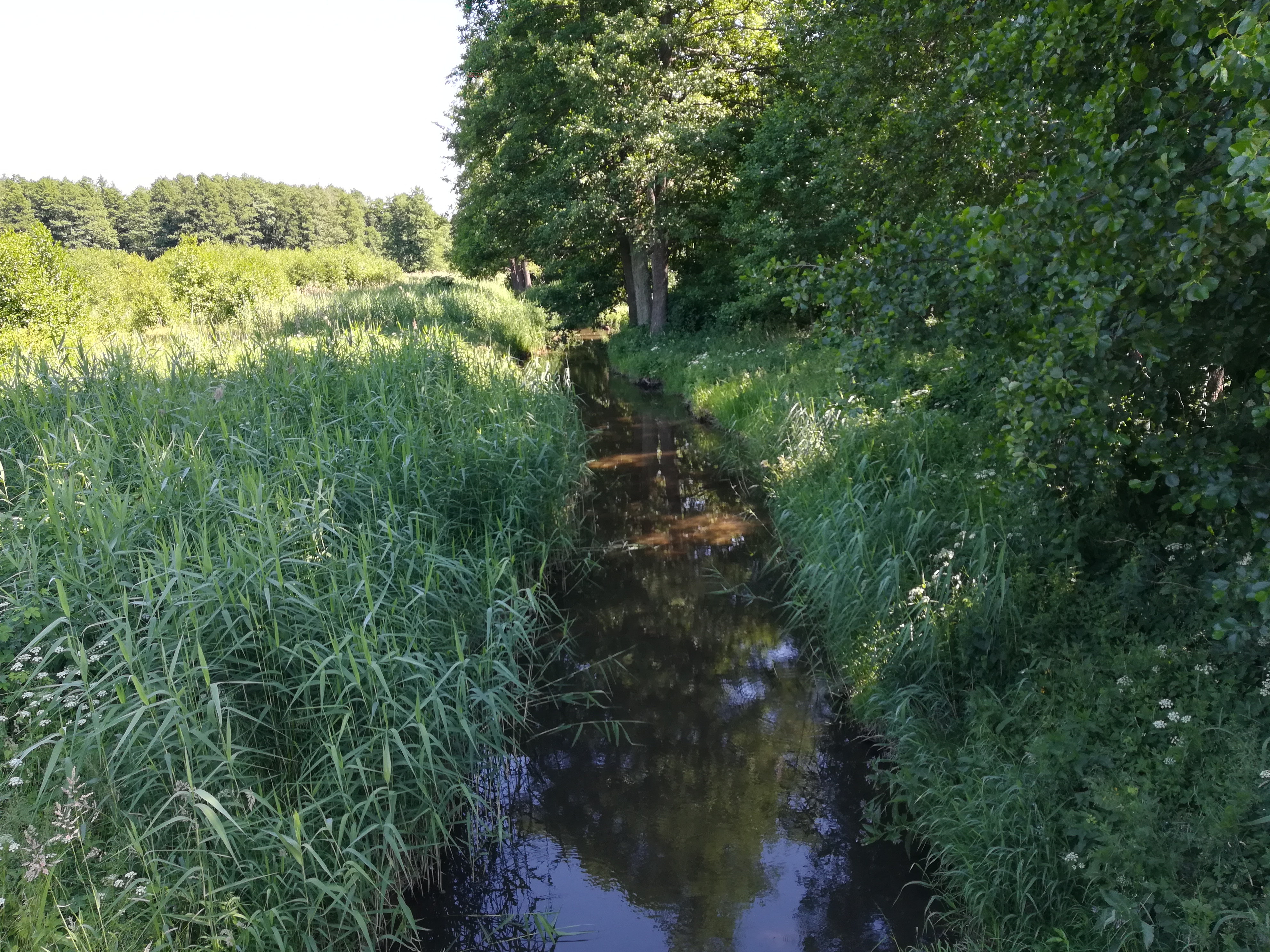
Rzeka Małynka przepływająca w pobliżu wsi